# Nevo Kimchi
Nevo Kimchi (hebräisch נבו קמחי; * 30. Oktober 1965 in Kabri) ist ein israelischer Schauspieler. Er tritt seit 1994 als Film- und Fernsehschauspieler in Erscheinung.
Er spielte markante Nebenrollen in den Fernsehserien Hatufim – In der Hand des Feindes und Die Geiseln sowie in den Filmen Hearat Shulayim (2012), Beaufort (2008), Restoration ("Good Morning, Mr. Fidelman", 2011) und Haven (nominiert beim Internationalen Filmfestival Moskau 2014).